# Carpodetus arboreus
Carpodetus arboreus är en tvåhjärtbladig växtart som först beskrevs av Julius Heinrich Karl Schumann och Lauterb., och fick sitt nu gällande namn av Schlechter. Carpodetus arboreus ingår i släktet Carpodetus och familjen Rousseaceae. Inga underarter finns listade i Catalogue of Life.